# اسپورماجیوره
اسپورماجیوره (به ایتالیایی: Spormaggiore) یک کومونه در ایتالیا است که در ترنتینو واقع شده‌است. اسپورماجیوره ۳۰٫۲ کیلومتر مربع مساحت و ۱٬۲۳۳ نفر جمعیت دارد.